# Jancsó Miklós (színművész)

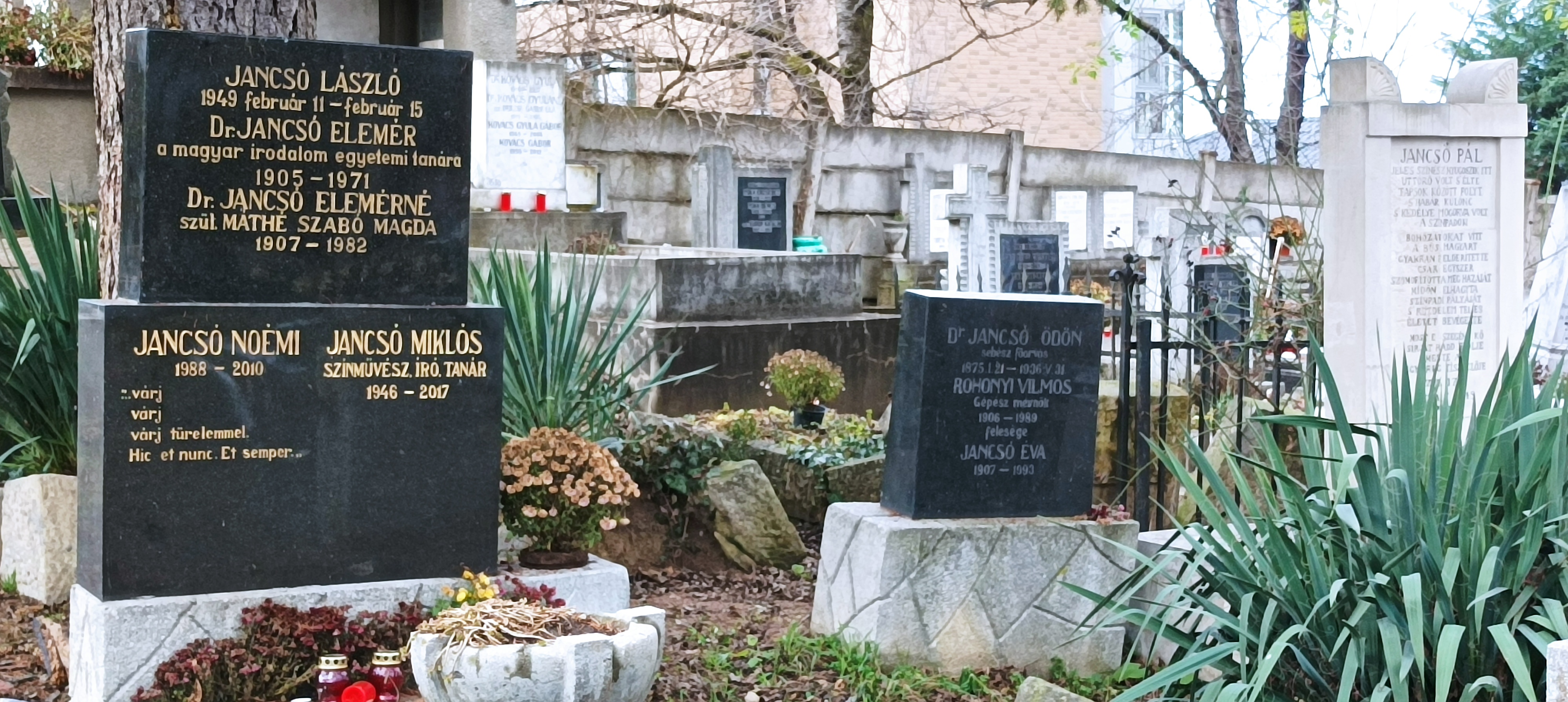
Sírja a Házsongárdi temetőben (Kertek rész) – bal oldali sírkő

Jancsó Miklós (Kolozsvár, 1946. augusztus 12. – Kolozsvár, 2017. július 17.) színművész, író, egyetemi oktató, Jancsó Elemér fia, Rekita Rozália férje, Jancsó Noémi apja.

## Életpályája
Szülővárosában érettségizett a Brassai Sámuel Középiskolában 1964-ben. 1968-ban elvégezte a marosvásárhelyi Szentgyörgyi István Színművészeti Akadémiát. Ezután 2001-ig a Kolozsvári Állami Magyar Színháznál dolgozott. 1996-tól a Babeș–Bolyai Tudományegyetemen és a Protestáns Teológián retorikát oktatott. 2004-ben doktorált Csiky Gergely színpadi világa című dolgozatával.
2001 és 2005 között a Sapientia Erdélyi Magyar Tudományegyetemen beszédtechnikát oktatott. 
2006-tól BBTE adjunktusa volt.
1989-től humoreszkeket, rövid prózát, színpadi jeleneteket, egyfelvonásosokat publikált. Gyakran közölt anyanyelvápolással és színháztörténettel foglalkozó írásokat a Helikon, Romániai Magyar Szó, Szabadság stb. hasábjain. 2008-ban a Román Írószövetség tagja lett.

## Fontosabb színpadi szerepei
- Móka (Tamási Áron: Énekes madár)
- Kis Cashou (A. Lacour: Érettségi elnök)
- Újságíró (Bálint Tibor: Sánta angyalok utcája)
- Horace (Molière: Nők iskolája)
- Fiú (Déry Tibor: Képzelt riport egy amerikai popfesztiválról)
- Rosenkranz (Shakespeare: Hamlet)
- Skibinski (Spiró György: Az imposztor)
- Államtitkár (Székely János: Mórok)
- Menni vagy maradni (egyéni műsor, 2005)

## Kötetei
- Vilma, te édes. Humoros írások (Dacia Kiadó, 1995)
- Játék az élettel. Novellák, elbeszélések (Dacia Kiadó, 1997)
- Tömegszereplők. Szatírikus drámák; Tinivár, Kolozsvár, 2000
- Csiky Gergely színpadi világa (Scientia Kiadó, 2005)
- Kandi kamera. Humoreszkek, karcolatok; Concord Media, Arad, 2006 (Irodalmi jelen könyvek)
- A megfizetett taps (Stúdium Kiadó, 2007)
- A kényelmetlen hős (Stúdium Kiadó, 2010)
- Volt egyszer egy Kolozsvár... Vidám-szomorú útikalauz elmúlt idők színészeiről, polgárairól, kocsmáiról és sok más érdekességről; Jancsó Alapítvány, Tahitótfalu, 2016

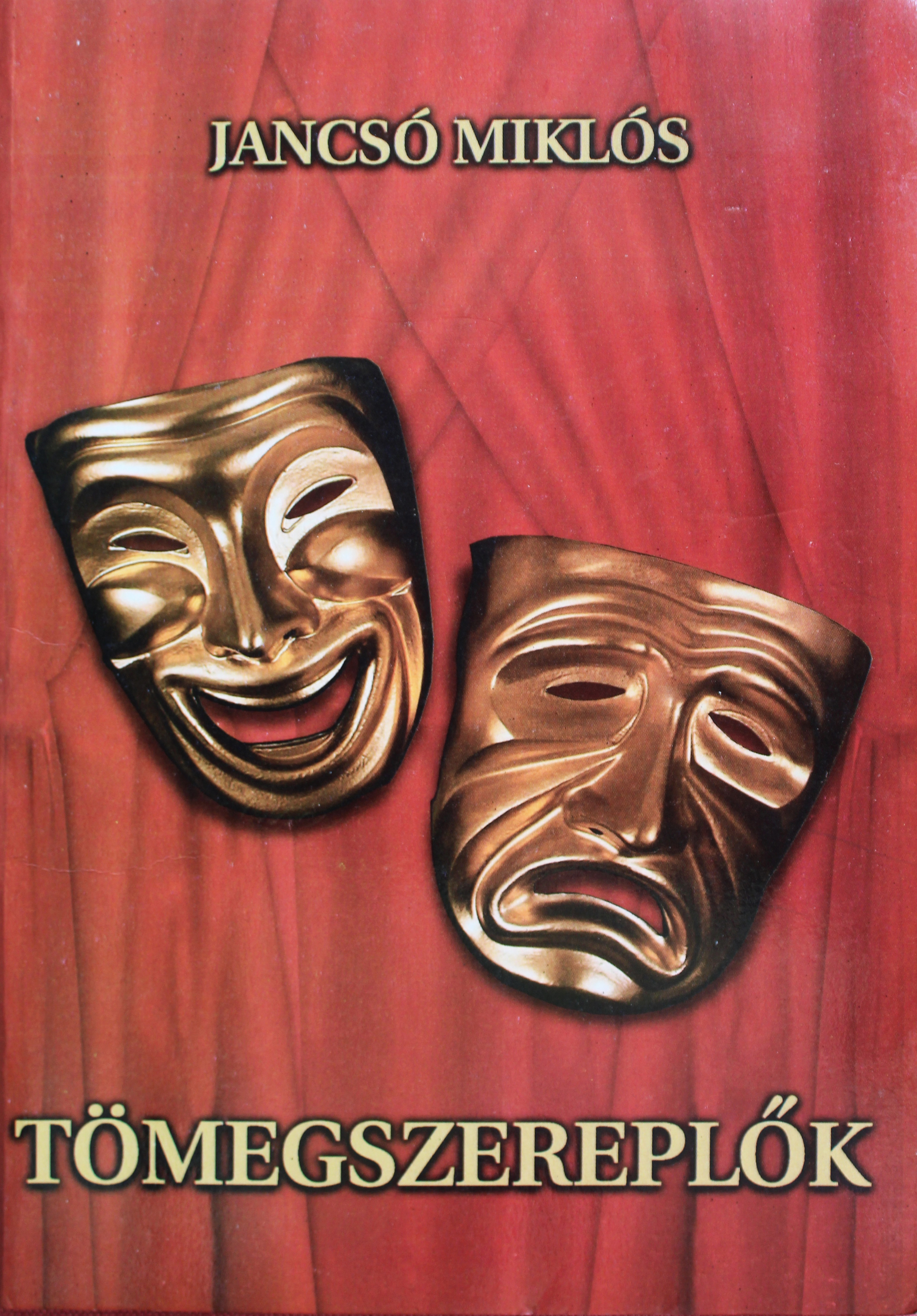
Tömegszereplők

## Díjai
- Játék a halállal című egyfelvonásosa EMKE-díjat nyert (1996)
- Reményik Sándor-díj (2010)
- Az EMKE Gr. Bánffy Miklós-díjat adományozott Rekita Rozália és Jancsó Miklós részére „kiemelkedő színművészeti teljesítményükért és az anyanyelvi kultúra népszerűsítésében szerzett elévülhetetlen érdemeikért” (2013)